# فيرفاكس (فيرمونت)
فيرفاكس (بالإنجليزية: Fairfax, Vermont)‏ هي بلدة تقع بولاية فيرمونت في الولايات المتحدة. تبلغ مساحتها 104.9 (كم²)، وترتفع عن سطح البحر 201 م، بلغ عدد سكانها 4285 نسمة في عام 2010 حسب إحصاء مكتب تعداد الولايات المتحدة وتصل الكثافة السكانية فيها 40.8 نسمة/كم2.

## أعلام
- إزرائيل بي. ريتشاردسون

## وصلات خارجية
- The US50 - Cities and Towns in Vermont State
- Vermont Cities and Towns, Facts, Map, Flag, Colleges, Government, and More